# Scream (Lareine)
Scream è il terzo album della rock band visual kei giapponese Lareine. È stato pubblicato il 1º novembre 2000 dall'etichetta indie Applause Records.
Nonostante ufficialmente sia un album dei Lareine, si tratta in realtà di un lavoro solista di Kamijo poiché realizzato nel periodo in cui, per vari motivi, tutti gli altri membri del gruppo si erano allontanati lasciando il cantante come unico membro superstite; nonostante ciò, è un album molto amato dal fandom.
Esistono due edizioni dell'album, una normale ed una speciale (quest'ultima è stata acquistabile solo per un periodo limitato tramite ordinazione sul sito ufficiale): oltre ad avere copertine ed artwork differenti, l'edizione speciale presenta un titolo diverso, Vampire Scream, una tracklist differente per ordine & titoli e, infine, due brani complementari ad altri due presenti nell'edizione normale (l'introduzione strumentale ed un brano cantato rispettivamente in giapponese ed inglese). Scream e Vampire Scream si possono quindi considerare due lavori che si completano a vicenda e, come suggeriscono le foto sulle due copertine (una scattata di giorno ed una di notte), rappresentano la versione "diurna" e "notturna" della stessa opera.

## Tracce
Tutti i brani sono testo e musica di Kamijo.
Dopo il titolo è indicata fra parentesi "()" la grafia originale del titolo, eventuali note sono riportate dopo il punto e virgola ";".

### Scream
Durata totale: 38:32
1. An Eclipse Of The Moon (An Eclipse Of The Moon?) - 0:58
2. Speed Of Rise (Speed Of Rise?) - 4:33
3. The Soul Love (The Soul Love?) - 5:02
4. Fallout (Fallout?) - 4:24
5. Miss Carmila (Miss Carmila?) - 3:26
6. Scream (Scream?) - 3:18
7. Grand Pain (Grand Pain?) - 7:05
8. When... 25:17 (When...25:17?) - 4:31
9. Stranger In New Days (Stranger In New Days?) - 5:20

### Vampire scream
Durata totale: 38:07
1. A Solar Eclipse (A Solar Eclipse?) - 0:37
2. Miss Carmila (Miss Carmila?) - 3:23
3. Stranger In New Days (Stranger In New Days?) - 5:20
4. Grand Pain (Grand Pain?) - 7:04
5. Scream (Scream?) - 3:17
6. Fallout (Fallout?) - 4:24
7. The Soul Love (The Soul Love?) - 5:01
8. Speed Of Rise (Speed Of Rise?) - 4:36
9. When... 09:03 (When...09:03?) - 4:31

## Singoli
- 18/10/2000 - Grand Pain

## Formazione
- Kamijo - voce